# Coulans-sur-Gée
Coulans-sur-Gée ist eine französische Gemeinde mit 1.619 Einwohnern (Stand: 1. Januar 2022) im Département Sarthe in der Region Pays de la Loire. Die Gemeinde gehört zum Arrondissement La Flèche und zum Kanton Loué. Ihre Einwohner werden Coulanais und Coulanaises genannt.

## Geografie
Coulans-sur-Gée liegt in der historischen Provinz Maine etwa 13 Kilometer westlich von Le Mans am Fluss Gée. Umgeben wird Coulans-sur-Gée von den Nachbargemeinden Bernay-Neuvy-en-Champagne im Norden und Nordwesten, La Quinte im Osten und Nordosten, Chaufour-Notre-Dame im Osten, Souligné-Flacé im Süden, Brains-sur-Gée im Westen sowie Amné im Westen und Nordwesten.
Durch die Gemeinde führen die Autoroute A81 und die frühere Route nationale 157 (heutige D357).

## Bevölkerungsentwicklung
| 1962                       | 1968 | 1975 | 1982 | 1990 | 1999 | 2006 | 2013 | 2020 |
| -------------------------- | ---- | ---- | ---- | ---- | ---- | ---- | ---- | ---- |
| 928                        | 903  | 843  | 819  | 1069 | 1095 | 1343 | 1689 | 1647 |
| Quellen: Cassini und INSEE |      |      |      |      |      |      |      |      |

## Sehenswürdigkeiten
- Kirche Saint-Martin
- Schloss Coulans, Kapelle aus dem Jahre 1771, Fassaden und Dächer seit 1980 als Monument historique eingeschrieben
- Herrenhaus Courteille, zwischen 1662 und 1701 erbaut

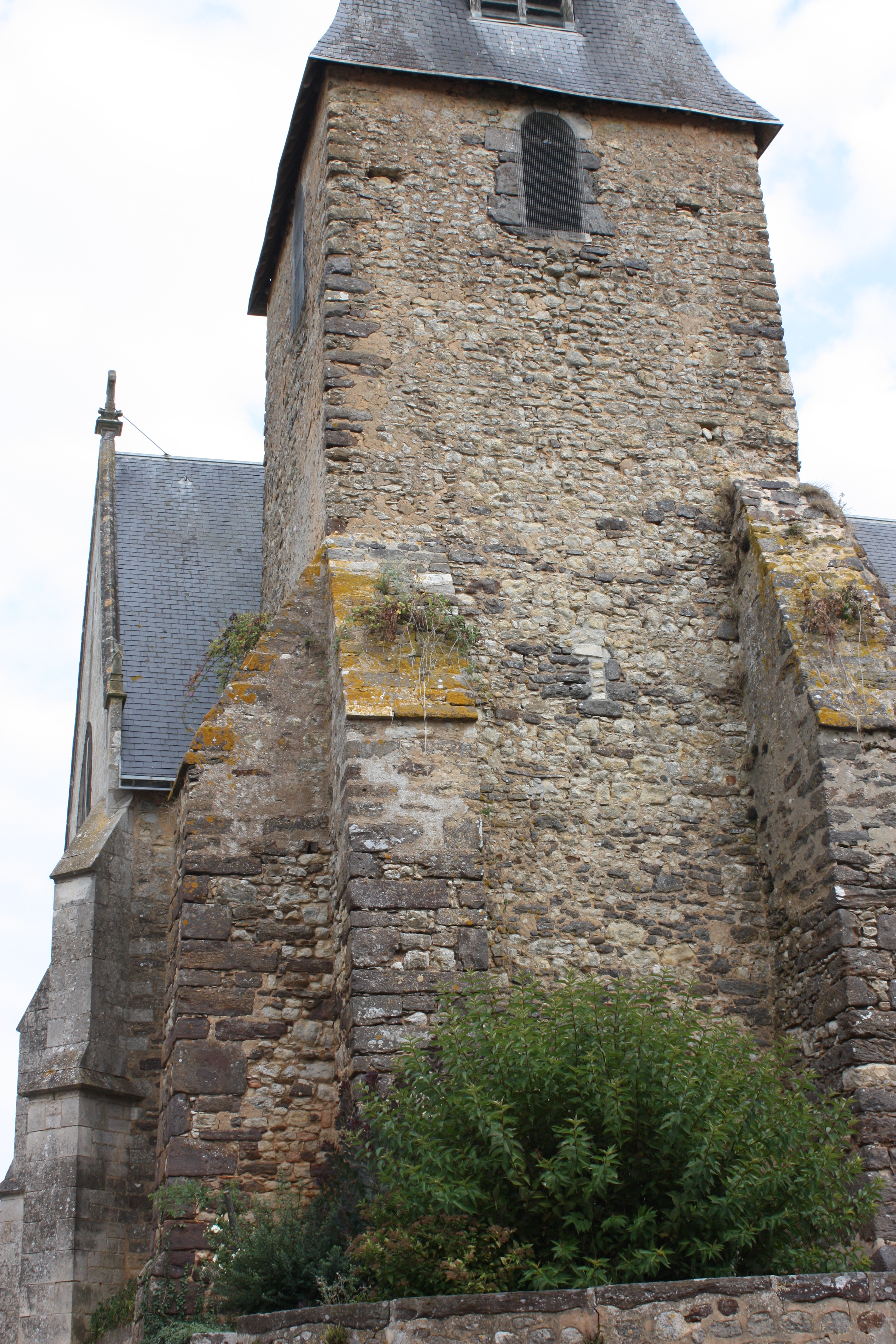
Kirche Saint-Martin
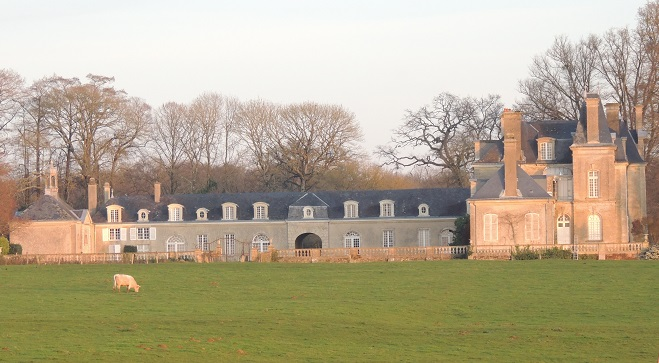
Schloss Coulans

## Gemeindepartnerschaften
Mit der malischen Gemeinde Beregoungou besteht eine Gemeindepartnerschaft.